# Ленчицкий повет
Ленчицкий повет (пол. Powiat łęczycki) — повет (район) в Польше, входит как административная единица в Лодзинское воеводство. Центр повета — город Ленчица. Занимает площадь 772,75 км². Население — 51 062 человека (на 31 декабря 2015 года).

## Административное деление
- города: Ленчица
- городские гмины: Ленчица
- сельские гмины: Гмина Дашина, Гмина Гура-Свентей-Малгожаты, Гмина Грабув, Гмина Ленчица, Гмина Пёнтек, Гмина Свинице-Варцке, Гмина Витоня

## Демография
Население повета дано на 31 декабря 2015 года.
| Перепись            | Всего  | Мужчины | Женщины |
| ------------------- | ------ | ------- | ------- |
| Всего               | 51 062 | 24 878  | 26 184  |
| Городское население | 14 512 | 6757    | 7755    |
| Сельское население  | 36 550 | 18 121  | 18 429  |